# The Burden Bearer (film, 1915)
Pour les articles homonymes, voir The Burden Bearer.
Pour plus de détails, voir Fiche technique et Distribution.
The Burden Bearer est un film muet américain réalisé par Burton L. King, sorti en 1915.

## Fiche technique
- Titre : The Burden Bearer
- Réalisation : Burton L. King
- Scénario : F. McGrew Willis
- Producteur :
- Société de production : Universal Film Manufacturing Company
- Société de distribution : Universal Film Manufacturing Company (États-Unis), Transatlantic (Royaume-Uni)
- Pays d'origine :  États-Unis
- Langue : film muet avec les intertitres en anglais américain
- Métrage : 300 m (1 bobine)
- Format : Noir et blanc — 35 mm — 1,33:1 — Muet
- Genre : Film dramatique
- Durée : 10 minutes
- Dates de sortie : 
  -  États-Unis : 22 juillet 1915
  -  Royaume-Uni : 4 novembre 1915

## Distribution
- Edward Sloman : Harry Edmonds
- Adele Lane : Elinor Chalmers
- Harry Linkey : Gardner - le préposé à l'étage
- Belle Adair  : Alice Allison
- Clyde Benson : Henry Allison, le père d'Alice
- Lule Warrenton : la grand-mère d'Elinor